# Guerre russo-turque de 1806-1812
Pour les articles homonymes, voir Guerre russo-turque.
Guerres russo-turques
La huitième guerre russo-turque se déroule de 1806 à 1812 et oppose l'Empire russe à l'Empire ottoman avec, comme motif, la révolte des Serbes.

## Révolte des Serbes et influence française et russe dans lesBalkans
La Serbie (comme la Bosnie-Herzégovine, la Bulgarie, la Macédoine et la Grèce) était alors, depuis plus de quatre siècles, une possession ottomane, et subissait elle aussi le haraç (double-capitation sur les non-musulmans) et le devchirmé (rapt des garçons chrétiens pour en faire des janissaires, jusqu'en 1826) conformément aux prescriptions de la loi islamique pour les chrétiens sujets du Sultan turc.
Cela entretenait des révoltes endémiques avec la constitution de bandes de tchetniks et de haïdouks. S'ils étaient pris, ceux-ci étaient exécutés. Parfois, ils s'unissaient : le 14 février 1804, trois cents chefs locaux serbes se réunissent à Orašac, près de Topola, et prêtent serment de lutter jusqu'à la mort contre les Turcs ottomans, se choisissant comme chef Karageorges : « Georges le noir ». Les insurgés cherchent d'abord le soutien de l'empire d'Autriche mais ce dernier s'y refuse. Ils envoient alors une délégation en Russie, auprès du tsar russe Alexandre Ier, mais celui-ci, menacé par Napoléon Ier, ne peut accorder qu'un soutien financier et la promesse d'un appui diplomatique. Malgré le peu de soutien, la révolte des Serbes prend de l'ampleur.

## Traité de Presbourg
Au traité de Presbourg (aujourd'hui Bratislava en Slovaquie), la France napoléonienne s'agrandit de la côte adriatique, jusque-là vénitienne, en y créant les Provinces illyriennes, à partir desquelles les idées de la Révolution française diffusent dans les Balkans. Mais pour se maintenir dans cette région, Napoléon Ier doit cependant juguler cette diffusion et chercher l'appui du Sultan ottoman et de sa « Porte » ottomane. Pour cela, l'Empereur français envoie à Constantinople le général Horace Sébastiani, qui obtient le renvoi des hospodars des principautés danubiennes, tributaires du sultan Mahmoud II mais trop favorables aux visées russes. On se retrouve alors dans une situation paradoxale : la Russie des tsars, et non la France de Bonaparte, soutient les renaissances serbe, bulgare, grecque et roumaine, inspirées par les idées françaises, désormais diffusées à partir de la république des Sept-Îles, protectorat russe des îles Ioniennes.
Fort du soutien français, l'Empire ottoman ferme les détroits aux navires militaires russes. Le tsar Alexandre Ier réagit en ordonnant l'entrée de ses troupes dans les principautés danubiennes, si bien que le sultan Mahmoud II, dont la Moldavie et la Valachie étaient tributaires, déclare la guerre à la Russie en novembre 1806.

## Intervention et retrait russe
La Russie, en guerre contre la France, peut compter sur l'appui de ses alliés, dans le cadre de la guerre anglo-turque. Dès janvier 1807, une flotte britannique force le détroit des Dardanelles et menace Constantinople. Le général Horace Sébastiani, aidé de troupes du génie militaire français, renforce les défenses ottomanes, si bien que la flotte britannique doit rebrousser chemin en mars. Une autre expédition est envoyée contre Alexandrie, occupée par les français, mais les troupes britanniques ne parviennent pas à pénétrer en Égypte.
De son côté, l'armée impériale russe fait, à partir des principautés danubiennes, sa jonction avec les insurgés serbes le 17 juin 1807 près de Vidin. Les Ottomans réagissent par une triple offensive sur les îles Ioniennes, menée par le pacha Ali de Janina, sur la Serbie, menée par le pacha Osman Pazvantoğlu de Vidin, et sur la Valachie où l'armée turque met le siège devant Bucarest.
La paix de Tilsit signée en juillet 1807 entre Napoléon Ier et Alexandre Ier met un terme au conflit. Même si les deux empereurs envisagent un partage ultérieur de l'Empire ottoman, Napoléon exige pour l'instant le retrait des troupes russes des Balkans, tandis que les îles Ioniennes échoient à la France. Le 24 août 1807 est signé l'armistice de Slobozia. La Russie doit évacuer les principautés danubiennes et sa flotte est autorisée à traverser les Détroits pour revenir en Russie. Il n'est pas fait mention des Serbes et des Roumains, sacrifiés par les grandes puissances et officiellement maintenus sous domination respectivement ottomane et russe (la Russie ne respecte pas l'accord et continue à occuper les principautés danubiennes, vivant sur le pays).

## Reprise du conflit
La situation des insurgés serbes devient très difficile, d'autant plus qu'ils sont divisés sur la conduite diplomatique à suivre : les uns étant pour poursuivre dans la voie de la Russie, les autres pour obtenir un soutien autrichien, quitte à en devenir un protectorat. Ce sont des événements extérieurs qui permettent une nouvelle fois aux Serbes de revenir sur le devant de la scène européenne. En septembre 1808, lors de l'entrevue d'Erfurt, Napoléon promet la Moldavie et la Valachie au tsar, car il désire avoir les mains libres pour réprimer la guerre d'indépendance espagnole. La guerre entre la Russie et l'Empire ottoman reprend en mars 1809.
Karageorges s'entend avec le tsar pour une offensive conjointe contre les Turcs. En lien avec les insurgés monténégrins, les Serbes lancent deux offensives, l'une sur le sandjak de Novi Pazar, l'autre sur Niš. Cette dernière échoue et l'armée ottomane lance une grande contre-offensive menaçant Belgrade. Karageorges ne parvient pas à obtenir le soutien de Napoléon qui refuse le rôle de protecteur des Serbes. Les révoltés sont sauvés par l'offensive russe du prince Bagration en Moldavie. Les Russes installent des garnisons en territoire serbe. Mais le tsar, anticipant la rupture avec la France, offre la paix au Sultan.

## Traité de Bucarest
En mai 1812 est signé le traité de Bucarest entre l'Empire russe et l'Empire ottoman, mettant fin à la huitième guerre russo-turque. La Russie évacue les principautés roumaines mais annexe la Moldavie orientale et le Boudjak ottoman, formant ainsi sa nouvelle province de Bessarabie. Le hospodar moldave, Veniamin Costache, protesta vainement contre la perte de plus d'un tiers de son pays, faisant valoir que s'il était tributaire de la « Sublime Porte », celle-ci n'en garantissait pas moins les frontières moldaves. Mais l'habileté du négociateur du Tsar, l'émigré français Alexandre de Langeron, face au représentant ottoman, le prince phanariote Démètre Mourousi, permit à la Russie de passer outre.
Selon l'article VIII du traité, les Serbes devaient détruire leurs fortifications et accepter le rétablissement de la souveraineté ottomane, en échange de quoi il leur est promis l'amnistie générale et une autonomie interne. Les Serbes n'acceptent pas cet abandon par la Russie et la révolte se poursuit jusqu'en 1813, date de la répression ottomane. Par ailleurs, la Russie obtint aussi des droits de commerce sur le Danube. Le traité, signé par le commandant russe Mikhaïl Koutouzov, a été ratifié par Alexandre Ier de Russie la veille de l'invasion de la Russie par Napoléon. Pour ne pas avoir prévu l'attaque de Napoléon et avoir été incapable de retarder les négociations, le drogman Démètre Mourousi finit décapité le 25 octobre 1812 sur ordre du sultan Mahmoud II.